# Sporting Clube Olhanense 2012-2013
Questa voce raccoglie le informazioni riguardanti lo Sporting Clube Olhanense nelle competizioni ufficiali della stagione 2012-2013.

## Maglie e sponsor
Lo sponsor tecnico per la stagione 2012-2013 fu Lacatoni, mentre lo sponsor ufficiale fu Monsaraz Millennium. La divisa casalinga era costituita da una maglietta a strisce rossonere, pantaloncini e calzettoni neri. La maglietta da trasferta era a strisce biancorosse, con pantaloncini e calzettoni bianchi.
| Casa | Trasferta |

## Rosa
| N. |                          | Ruolo | Calciatore          |
| -- | ------------------------ | ----- | ------------------- |
| 1  | Portogallo (bandiera)    | P     | Bruno Veríssimo     |
| 3  | Portogallo (bandiera)    | D     | André Micael        |
| 4  | Portogallo (bandiera)    | D     | Nuno Reis           |
| 5  | Brasile (bandiera)       | D     | Maurício            |
| 6  | Portogallo (bandiera)    | C     | Nuno Piloto         |
| 7  | Capo Verde (bandiera)    | C     | David Silva         |
| 8  | Portogallo (bandiera)    | C     | Tiago Terroso       |
| 8  | Portogallo (bandiera)    | C     | Gerson              |
| 9  | Camerun (bandiera)       | A     | Jean-Paul Yontcha   |
| 10 | Guinea-Bissau (bandiera) | C     | Ivanildo            |
| 11 | Brasile (bandiera)       | C     | Jander              |
| 13 | Portogallo (bandiera)    | C     | Rui Sampaio         |
| 14 | Norvegia (bandiera)      | C     | Liban Abdi          |
| 16 | Portogallo (bandiera)    | C     | Rui Duarte          |
| 17 | Brasile (bandiera)       | A     | Pepe                |
| 18 | Portogallo (bandiera)    | D     | Vítor Vinha         |
| 19 | Capo Verde (bandiera)    | A     | Djaniny             |
| 20 | Argentina (bandiera)     | C     | José Luis Fernández |

| N. |                       | Ruolo | Calciatore          |
| -- | --------------------- | ----- | ------------------- |
| 21 | Portogallo (bandiera) | D     | Luís Filipe         |
| 23 | Portogallo (bandiera) | A     | Nuno Silva          |
| 26 | Belgio (bandiera)     | D     | Francesco D'Onofrio |
| 33 | Portogallo (bandiera) | D     | Vasco Fernandes     |
| 47 | Portogallo (bandiera) | A     | Evandro Brandão     |
| 55 | Capo Verde (bandiera) | D     | Babanco             |
| 59 | Brasile (bandiera)    | A     | Thalles             |
| 64 | Portogallo (bandiera) | A     | Betinho             |
| 65 | Portogallo (bandiera) | C     | Fernando Alexandre  |
| 76 | Portogallo (bandiera) | P     | Ricardo             |
| 81 | Brasile (bandiera)    | P     | Rafael Bracalli     |
| 88 | Brasile (bandiera)    | C     | Lucas Souza         |
| 91 | Portogallo (bandiera) | D     | Fábio               |
| 92 | Portogallo (bandiera) | A     | Pedro               |
| 93 | Portogallo (bandiera) | C     | Rafael              |
| 96 | Portogallo (bandiera) | C     | Tiago Targino       |
| 97 | Israele (bandiera)    | A     | Alexander Zahavi    |
| 99 | Brasile (bandiera)    | A     | Djalmir             |

## Calciomercato

### Sessione estiva(dal 01/07 al 31/08)
| Arrivi | Arrivi              | Arrivi            | Arrivi     |
| R.     | Nome                | da                | Modalità   |
| ------ | ------------------- | ----------------- | ---------- |
| P      | Rafael Bracalli     | Porto             | prestito   |
| P      | Ricardo             |                   | svincolato |
| D      | Babanco             | Arouca            | definitivo |
| D      | Francesco D'Onofrio |                   | svincolato |
| D      | Nuno Reis           | Sporting Lisbona  | prestito   |
| C      | Liban Abdi          |                   | svincolato |
| C      | Fernando Alexandre  | Braga             | definitivo |
| C      | José Luis Fernández | Benfica           | prestito   |
| C      | Rui Sampaio         | Cagliari          | prestito   |
| C      | David Silva         |                   | svincolato |
| C      | Tiago Targino       | Vitória Guimarães | definitivo |
| A      | Evandro Brandão     | Videoton          | prestito   |
| A      | Djaniny             | Benfica           | prestito   |
| A      | Nuno Silva          | União Madeira     | definitivo |
| A      | Alexander Zahavi    | Maccabi Haifa     | prestito   |

| Partenze | Partenze           | Partenze         | Partenze      |
| R.       | Nome               | a                | Modalità      |
| -------- | ------------------ | ---------------- | ------------- |
| P        | Fabiano            | Porto            | definitivo    |
| P        | Hugo Ventura       | Porto            | fine prestito |
| D        | João Gonçalves     | Sporting Lisbona | fine prestito |
| D        | Ismaily            | Braga            | definitivo    |
| D        | Mexer              | Sporting Lisbona | fine prestito |
| D        | André Pinto        | Porto            | fine prestito |
| D        | Toy                |                  | svincolato    |
| C        | Salvador Agra      | Real Betis       | definitivo    |
| C        | Fernando Alexandre | Braga            | fine prestito |
| C        | Mateus Borges      | Canedense        | fine prestito |
| C        | Cauê               | Vaslui           | definitivo    |
| C        | Gerson             | Algarve          | definitivo    |
| C        | Paulo Regula       | Naval            | prestito      |
| A        | Djalmir            |                  | svincolato    |
| A        | Dady               | Apollōn Limassol | definitivo    |
| A        | Wilson Eduardo     | Sporting Lisbona | fine prestito |
| A        | Jorge Lopes        |                  | svincolato    |
| A        | Víctor Meza        | Deportivo Morón  | definitivo    |

### Sessione invernale(dal 01/01 al 31/01)
| Arrivi | Arrivi        | Arrivi | Arrivi     |
| R.     | Nome          | da     | Modalità   |
| ------ | ------------- | ------ | ---------- |
| C      | Lucas Souza   |        | svincolato |
| C      | Tiago Terroso |        | svincolato |
| A      | Djalmir       |        | svincolato |
| A      | Pepe          | Canoas | definitivo |
| A      | Thalles       |        | svincolato |

| Partenze | Partenze            | Partenze             | Partenze      |
| R.       | Nome                | a                    | Modalità      |
| -------- | ------------------- | -------------------- | ------------- |
| D        | Vítor Vinha         | Gil Vicente          | definitivo    |
| C        | José Luis Fernández | Benfica              | fine prestito |
| C        | Rui Sampaio         | Cagliari             | fine prestito |
| A        | Nuno Silva          | Recreativo do Libolo | definitivo    |

## Risultati

### Primeira Liga

#### Girone di andata
| Arbitro: | Benquerença (Leiria) |

|                           |           |                    |
| Yontcha 30’ Alexandre 59’ | Marcatori | 26’ (rig.) Vitória |

| Arbitro: | Machado (Vila Nova de Famalicão) |

|            |           |           |
| Edinho 53’ | Marcatori | 68’ Silva |

| Arbitro: | Ferreira dos Santos |

|                      |           |                                     |
| Abdi 13’ Targino 86’ | Marcatori | 43’ Rodríguez 49’ Martínez 72’ Hulk |

| Arbitro: | Gomes (Funchal) |

|                   |           |  |
| Meyong 47’ (rig.) | Marcatori |  |

| Arbitro: | Ferreira |

|          |           |                                |
| Abdi 56’ | Marcatori | 18’ (aut.) Maurício 90’ Rondón |

| Arbitro: | Tavares |

|                                      |           |                                             |
| Barbosa 8’ Douglão 48’, 90’ Éder 81’ | Marcatori | 3’ Abdi 25’, 35’ Ivanildo 55’ (aut.) Amorim |

| Arbitro: | Oliveira |

|                                   |           |                        |
| Rui Duarte 38’ (rig.), 85’ (rig.) | Marcatori | 34’ Olivera 55’ Ghilas |

| Paços de Ferreira 4 novembre 2012, ore 16:00 8ª giornata | Paços Ferreira | 0 – 0 referto | Olhanense | Estádio da Capital do Móvel (1.189 spett.)\| Arbitro: \| Moreira \| |
| Arbitro:                                                 | Moreira        |               |           |                                                                     |

| Arbitro: | de Sousa (Lordelo do Douro) |

|          |           |  |
| Abdi 29’ | Marcatori |  |

| Arbitro: | Rui Silva |

|                               |           |  |
| Cardozo 25’ (rig.) Luisão 71’ | Marcatori |  |

| Arbitro: | Esteves (Lisbona) |

|                           |           |  |
| Baldé 21’ André André 62’ | Marcatori |  |

| Arbitro: | Gomes Costa |

|                             |           |                         |
| Nuno Piloto 66’ Brandão 78’ | Marcatori | 6’ Yero 64’ Luís Carlos |

| Arbitro: | Gonçalves |

|  |           |             |
|  | Marcatori | 71’ Targino |

| Arbitro: | Rodrigues Pacheco |

|  |           |                      |
|  | Marcatori | 3’ Labyad 55’ Adrien |

| Arbitro: | Rui Silva |

|             |           |  |
| Adilson 71’ | Marcatori |  |

#### Girone di ritorno
| Arbitro: | Tavares |

|                                           |           |                                                |
| Vitória 9’ (rig.), 29’ (rig.) Evandro 46’ | Marcatori | 20’ Targino 59’ Maurício 68’ (rig.) Rui Duarte |

| Olhão 3 febbraio 2013, ore 16:00 17ª giornata | Olhanense         | 0 – 0 referto | Académica | Estádio José Arcanjo (1.329 spett.)\| Arbitro: \| Proença (Lisbona) \| |
| Arbitro:                                      | Proença (Lisbona) |               |           |                                                                        |